# Вибудівська сільська рада
Ви́будівська сільська́ ра́да — адміністративно-територіальна одиниця та орган місцевого самоврядування в Козівському районі Тернопільської області. Адміністративний центр — село Вибудів.

## Загальні відомості
- Територія ради: 0,16 км²
- Населення ради: 771 особа (станом на 2001 рік)
- Територією ради протікає річка Ценівка

## Населені пункти
Сільській раді були підпорядковані населені пункти:
- с. Вибудів
- с. Вимислівка

## Склад ради
Рада складалася з 16 депутатів та голови.
- Голова ради: Рекуляк Галина Степанівна
- Секретар ради: Мельник Григорій Миколайович

### Керівний склад попередніх скликань
| Прізвище, ім'я, по батькові | Основні відомості                                                                                    | Дата обрання | Дата звільнення |
| --------------------------- | --- | ------------ | --------------- |
| Рекуляк Галина Степанівна   | Сільський голова, 1974 року народження, освіта середня спеціальна, член Демократичної партії України | 26.03.2006   | 31.10.2010      |
| Рекуляк Галина Степанівна   | Сільський голова, 1974 року народження, освіта середня спеціальна, позапартійна                      | 31.10.2010   |                 |

Примітка: таблиця складена за даними сайту Верховної Ради України

### Депутати
За результатами місцевих виборів 2010 року депутатами ради стали:

#### За суб'єктами висування
| Суб'єкт висування | Кількість обраних депутатів | %   |
| ----------------- | --------------------------- | --- |
| Самовисування     | 16                          | 100 |

#### За округами
| № округу | Прізвище, ім'я, по батькові    | Дата визнання обраним | Освіта             | Партійна приналежність             | Відомості про обраного депутата                            |
| -------- | ------------------------------ | --------------------- | ------------------ | ---------------------------------- | ---------------------------------------------------------- |
| 1        | Марцишин Євген Іванович        | 03.11.2010            | вища               | позапартійний                      | М. Бережани, БАТІ, студент                                 |
| 2        | Лопатко Василь Іванович        | 03.11.2010            | середня спеціальна | член Соціалістичної партії України | приватний підприємець, фермер                              |
| 3        | Вовчак Юрій Андрійович         | 06.10.2013            | середня спеціальна | позапартійний                      | тимчасово не працює                                        |
| 4        | Котульська Мирослава Миронівна | 03.11.2010            | середня            | член Соціалістичної партії України | Школа-садок, техпрацівник                                  |
| 5        | Букало Василь Степанович       | 12.06.2011            | середня спеціальна | позапартійний                      | тимчасово не працює                                        |
| 6        | Матвіїв Микола Миронович       | 03.11.2010            | середня            | позапартійний                      | приватний підприємець                                      |
| 7        | Мельник Григорій Миколайович   | 03.11.2010            | середня спеціальна | позапартійний                      | С. Вибудів, сільська рада, секретар                        |
| 8        | Мельник Микола Григорович      | 03.11.2010            | вища               | позапартійний                      | Киїівський національний транспортний універ., студент      |
| 9        | Нагайло Мар'ян Петрович        | 03.11.2010            | вища               | позапартійний                      | Львівський національний університет ім. І. Франка, студент |
| 10       | Грондовський Тарас Васильович  | 03.11.2010            | середня спеціальна | член Соціалістичної партії України | тимчасово не працює                                        |
| 11       | Яцусь Андрій Григорович        | 03.11.2010            | середня спеціальна | позапартійний                      | тимчасово не працює                                        |
| 12       | Банак Ігор Іванович            | 12.06.2011            | середня спеціальна | позапартійний                      | тимчасово не працює                                        |
| 13       | Пташник Степан Степанович      | 03.11.2010            | середня спеціальна | позапартійний                      | тимчасово не працює                                        |
| 14       | Максимів Володимир Степанович  | 03.11.2010            | середня            | позапартійний                      | тимчасово не працює                                        |
| 15       | Гніздюх Зіновій Володимирович  | 03.11.2010            | середня            | позапартійний                      | тимчасово не працює                                        |
| 16       | Осипкін Степан Іванович        | 03.11.2010            | середня            | позапартійний                      | тимчасово не працює                                        |